# Ecozona australasiana

L'ecozona australasiana (in arancio)

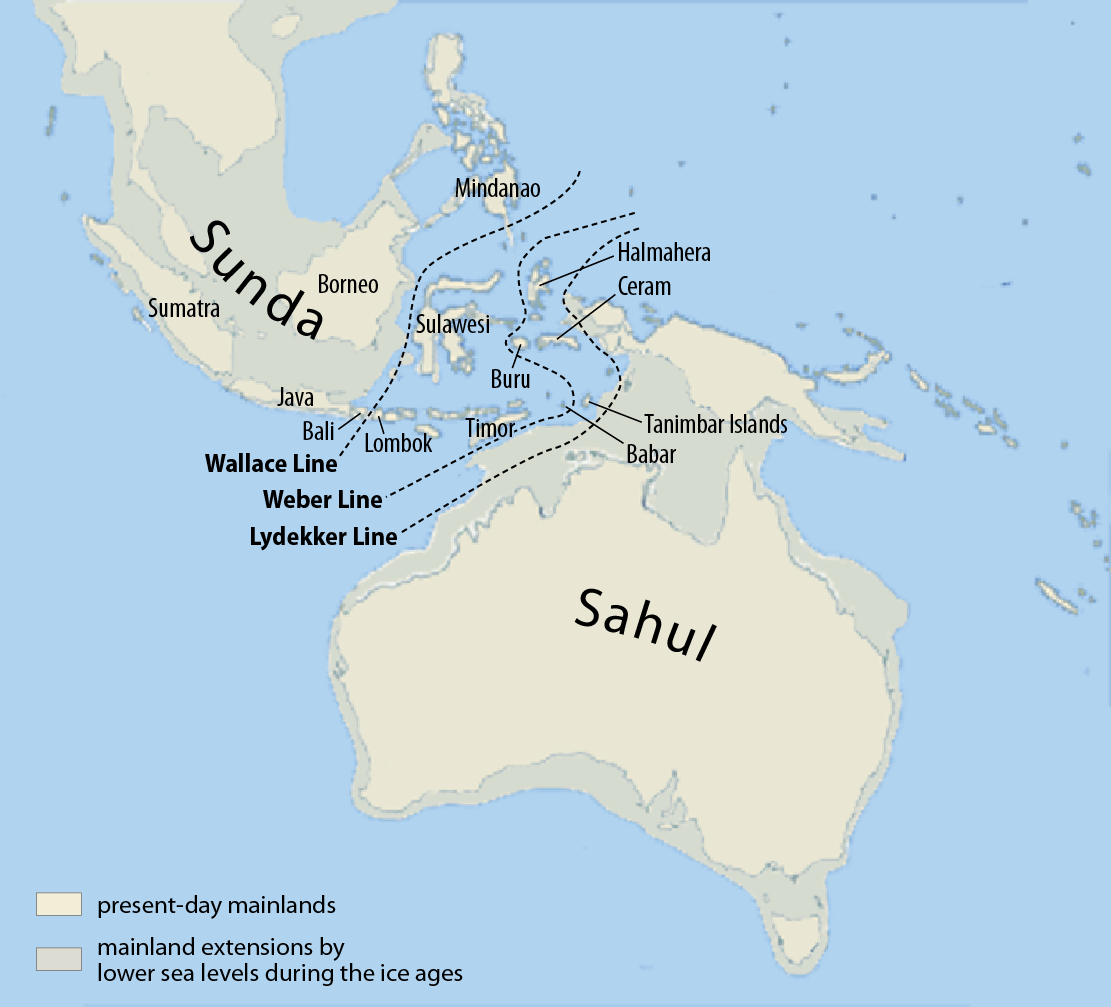
La linea di Wallace a confronto con altre delimitazioni delle differenze faunistiche rilevate nella zona. In grigio viene mostrata la probabile estensione delle terre durante l'ultimo massimo glaciale, quando il livello marino era più basso di circa 110 metri.

L'ecozona australasiana è l'ecozona che si estende in tutta l'Oceania e nel settore più orientale dell'arcipelago indonesiano. Il confine con l'ecozona indomalese è segnato dalla Linea di Wallace che separa le isole di Bali, Giava e le Filippine da Sulawesi e dagli arcipelaghi minori dell'Indonesia.

## Caratteristiche
L'ecozona australasiana comprende i seguenti territori:
- Sulawesi (Celebes)
- Piccole Isole della Sonda (esclusa Bali)
- Arcipelago delle Molucche
- Nuova Guinea
- Australia
- Tasmania
- Nuova Zelanda
- Micronesia
- Melanesia
- Polinesia

In gran parte isolata dall'Oceano Indiano e dall'Oceano Pacifico, l'unico apparente punto di collegamento con le altre ecozone del pianeta è rappresentato dal confine con l'ecozona indomalese. In realtà, la Linea di Wallace costituisce un punto di discontinuità che differenzia notevolmente, dal punto di vista biologico, l'ecozona indomalese dall'australasiana.
L'isolamento geografico dell'ecozona australasiana fa sì che in quest'area del pianeta si riscontri un'elevata concentrazione di endemismi, in particolare nell'Australia e nella Nuova Zelanda, isolate geograficamente fin dal Mesozoico.
L'ecozona si estende dall'Equatore fino alla fascia temperata australe e comprende una grande varietà di biomi anche se complessivamente meno estesi rispetto agli altri continenti. Fra i biomi terrestri, in questa zona sono rappresentati, da nord a sud, la foresta stagionale tropicale, la foresta pluviale tropicale, la prateria tropicale e, nelle zone costiere, la mangrovia, il deserto tropicale, il bioma mediterraneo, la foresta pluviale temperata, la foresta decidua temperata. Non meno importanti sono i biomi marini, in particolare la barriera corallina che, in questa ecozona, raggiunge la sua massima estensione con la Grande barriera corallina.
Dal punto di vista della biodiversità è di particolare interesse l'elevata frequenza di paleoendemismi, a livello di genere, di tipo gondwanico, che mette in stretta relazione la Nuova Zelanda e, meno frequentemente, la Tasmania, con il Cile o, più in generale, la Patagonia.